# Faugères (Hérault)
Faugères ist eine Gemeinde in Südfrankreich, etwa 70 Kilometer entfernt von Montpellier. Sie liegt im Arrondissement Béziers im Département Hérault in der Region Okzitanien. Die Gemeinde Faugères hat 555 Einwohner (Stand 1. Januar 2022) auf einer Fläche von 2401 Hektar und liegt in 250 Metern Höhe.

## Lage
Der Ort ist Namensgeber einer der bekanntesten Weinanbaugebiete Südfrankreichs. Er liegt 19 Kilometer südlich von Bédarieux an der Straße und Bahnlinie nach Béziers. Es ist als Urlaubsziel vor allem bei Briten beliebt. Das Gemeindegebiet gehört zum Regionalen Naturpark Haut-Languedoc.

## Geschichte
Faugères war bereits in römischer Zeit besiedelt. Die Reste von sechs römischen Villen haben sich erhalten. In westgotischer Zeit stand hier eine Kapelle. Kirchenrechtlich gehörte Faugères zum nahen Bistum von Lodève. Im 8. Jahrhundert hatte die Gegend unter Einfällen der Sarazenen zu leiden. 934 erfolgt die erstmalige Erwähnung als „villa“, im Jahre 1084 entstand hier eine Burg, nach der die bekannte Weinlage „Châteaux de Faugères“ (Faugères (AOC)) benannt ist. Im 12. Jahrhundert erhielt der Ort eine Stadtbefestigung, von der sich Reste erhalten haben. Die Hugenotten errichteten im Jahr 1577 ein eigenes Gebetshaus, das sie bis zu ihrer Vertreibung 1685 nutzten. 1858 erhielt der Ort einen Eisenbahnanschluss.

### Bevölkerungsentwicklung
| Jahr                       | 1962 | 1968 | 1975 | 1982 | 1990 | 1999 | 2009 | 2017 |
| Einwohner                  | 438  | 380  | 359  | 366  | 360  | 438  | 535  | 515  |
| Quellen: Cassini und INSEE |      |      |      |      |      |      |      |      |

## Verkehr
Faugères liegt an der Bahnstrecke Béziers–Neussargues.

## Sehenswürdigkeiten
Bedeutendstes Bauwerk des Ortes ist das Château de Faugères, dessen zwei Türme aus dem 13. Jahrhundert stammen. An der Südfassade des Vierflügelbaues sind Reste von Wappendarstellungen erkennbar, deren Beschriftung allerdings nicht mehr zu entziffern ist. Daneben ist das Maison Planque sehenswert, sowie drei gut erhaltene Windmühlen, deren bekannteste aus dem 18. Jahrhundert stammt.
Faugères verfügt über ein kleines Lokalmuseum, das sich mit der Imkerei und den Blüten der Gegend befasst. Oberhalb der Stadt befindet sich ein Aussichtspunkt mit Panoramablick über das Dorf. Unweit von Faugères liegen zwei Höhlen, die Grotte de Buscabre und die Grotte de Fournier.

## Feste
Im Ort werden am 20. Januar, am Montag nach dem 25. Juli und am 10. September Jahrmärkte abgehalten.